# Tert-Butylchromat
tert-Butylchromat ist eine chemische Verbindung aus der Gruppe der Ester, genauer Chromsäureester. Wie alle Chromsäurederivate ist sie krebserregend. Die Verbindung ist (außer in Lösung) instabil.

## Darstellung
tert-Butylchromat kann durch Reaktion von Chromtrioxid mit tert-Butanol unter Kühlung in einem organischen Lösungsmittel dargestellt werden.

## Verwendung
tert-Butylchromat wird als mildes Oxidationsmittel verwendet. Es wird auch bei bestimmten Reaktionen als Chromlieferant, in der Chromatographie, zur Herstellung von Katalysatoren und zur Polymerisation von Olefinen eingesetzt.